# Battery (dänische Band)
Battery ist eine dänische Thrash-Metal-Band aus Aarhus und Haderslev, die 2008 gegründet wurde.

## Geschichte
Die Band wurde im Februar 2008 von dem Gitarristen und Sänger Chris Stie aka Chris Steel, dem Schlagzeuger Andreas Joen und dem Gitarristen Dennis Wallström gegründet, kurz nachdem sich ihre vorherige Band Abattoir aufgelöst hatte. Noch im selben Jahr wurde ein erstes Demo aufgenommen, von dem 15 Kopien angefertigt und an Freunde verteilt wurden. Kurz darauf verließ Wallström die Besetzung, woraufhin die Band bis zum Sommer 2009 pausierte, als Jannick Nielsen als Bassist hinzukam. Im selben Jahr wurde mit Born in a Beaker ein zweites Demo aufgenommen, das eine Auflage von 100 Stück hatte. Im April 2010 folgte der erste Auftritt, und zwar zusammen mit Crematoria und Pagan Rites. Im Juli schloss sich der zweite Auftritt an, dieses Mal auf dem Metal Magic Festival, an dem Michael „Atziluth“ Huhle als Live-Gitarrist teilnahm. Danach wurde er durch Jeppe Campradt ersetzt, ehe er ab Sommer 2011 als permanentes Mitglied in der Band verblieb. Im selben Jahr erschien über Deadbangers Productions die EP Nuke, welche die letzte Veröffentlichung war, auf der die Band als Trio agierte. Bei demselben Label erschien 2012 die EP Mental Pollution. 2014 erschien über Punishment 18 Records das Debütalbum Armed with Rage. Zwei Jahre später folgte mit Martial Law das zweite Album, ebenfalls über Punishment 18 Records.

## Stil
Joxe Schaefer von crossfire-metal.de schrieb in seiner Rezension zu Armed with Rage, dass hierauf Thrash Metal zu hören ist, dessen Geschwindigkeit fast durchweg hoch sei. Das Lied Narcotic Mirage beginne mit „hallige[n] Schreie[n] und quietschende[n] Gitarren“. Der Gesang sei gebrüllt, jedoch lasse er Schärfe vermissen, obwohl die Musik aggressiv klänge. In Halo of Hypocrisy sei vor allem das darin enthaltene Solo charakteristisch. Textlich behandele man Themen wie Zombies, Völkermord oder auch die Nuklearkatastrophe von Fukushima. Matt Coe von deadrhetoric.com befand, dass Martial Law grundlegenden Thrash Metal enthalte, der schnell, rifflastig und mit manisch klingendem Gesang versehen sei, der Screams und Growls enthalte. Der Song Kukulkan habe ein Bassspiel, das an Overkill erinnere, während der Hintergrundgesang nach Vio-lence der späten 1980er Jahre klinge. 2083 sei eingängiger, setze Hooklines ein und bewege sich teilweise nur im mittleren Geschwindigkeitsbereich, während das instrumentale Forced Retaliation Einflüsse aus Punk und Death Metal verarbeite, wobei der Bass einen progressiven Charakter aufweise.

## Diskografie
- 2008: Demo Oct 08 (Demo, Eigenveröffentlichung)
- 2009: Born in a Beaker (Demo, Eigenveröffentlichung)
- 2011: Nuke (EP, Deadbangers Productions)
- 2012: Mental Pollution (EP, Deadbangers Productions)
- 2014: Armed with Rage (Album, Punishment 18 Records)
- 2016: Martial Law (Album, Punishment 18 Records)